# أبو قتادة الأنصاري
أبو قتادة الحارث بن ربعي الأنصاري (المتوفي سنة 54 هـ) صحابي من الأنصار من بني سلمة من الخزرج، شهد مع النبي محمد المشاهد كلها بعد غزوة بدر، ثم شارك في الفتح الإسلامي لفارس، وصاحب علي بن أبي طالب في معاركه وقت الفتنة، وتوفي في المدينة المنورة في خلافة معاوية بن أبي سفيان.

## نسبه
أبو قتادة بن ربعي بن بلدمة بن خناس بن سنان بن عبيد بن عدي بن غنم بن كعب بن سلمة من بني سلمة.

## سيرته
أسلم أبو قتادة الأنصاري صغيرًا، وشهد مع النبي محمد ﷺ غزوة أحد، وما بعدها من المشاهد. وقد اختُلف في اسمه فقيل اسمه الحارث، وقيل النعمان، وقيل عمرو، قال الذهبي "اسْمُهُ: الحَارِثُ بنُ رِبْعِيٍّ، عَلَى الصَّحِيْحِ".
وقد استعمله النبي محمد ﷺ قائدًا على سريتين أرسلهما سنة 8 هـ، الأولى إلى نجد، والثانية إلى بطن إضم، فغنم منهما.
وقد أثنى عليه النبي محمد ﷺ يوم غزوة ذي قرد، لما قتل مسعدة بن حكمة الفزاري محرز بن نضلة، فطارده أبو قتادة بفرسه حتى أدركه، وقتله، فدعا له النبي محمد ﷺ وقال: «اللهم بارك له في شعره وبشره»، ونفله سلاح وفرس مسعدة. وقال أيضًا يومها: «خير فرساننا أبو قتادة، وخير رجالنا سلمة بن الأكوع.»
شارك أبو قتادة بعدئذ في الفتح الإسلامي لفارس، وقتل أحد قادة الفرس، وكان عليه منطقة قُدّرت قيمتها بخمسة عشر ألفًا، فنفله إياها الخليفة عمر بن الخطاب. ولما قامت فتنة مقتل عثمان، صحب أبو قتادة علي بن أبي طالب الذي استعمله لفترة على مكة، ثم عزله وولّى قثم بن العباس، ثم شهد مع علي معاركه كلها.
اختلف المؤرخون في تاريخ وفاة أبي قتادة، فقيل مات بالمدينة المنورة سنة 54 هـ، وعمره 70 سنة، وقيل توفي بالكوفة سنة 40 هـ في خلافة علي بن أبي طالب، وصلى عليه علي فكبّر سبعًا. وقد كان لأبي قتادة من الولد عبد الله وعبد الرحمن وثابت وعبيد وأم البنين وأم أبان.

## روايته للحديث النبوي
- روى عن: معاذ بن جبل وعمر بن الخطاب.[9]
- روى عنه: أنس بن مالك وسعيد بن المسيب وعطاء بن يسار وعلي بن رباح اللخمي وعبد الله بن رباح الأنصاري وعبد الله بن معبد الزماني وعمرو بن سليم الزرقي وأبو سلمة بن عبد الرحمن بن عوف ومعبد بن كعب بن مالك وابنه عبد الله بن أبي قتادة ومولاه أبو محمد نافع الأقرع[6] وابنه ثابت بن أبي قتادة وجابر بن عبد الله بن عمرو بن حرام[9] وإياس بن حرملة الشيباني وسعيد بن كعب بن نافع وعامر بن سعد البجلي وعبد الرحمن بن كعب بن مالك وعمار بن أبي عمار مولى بني هاشم ومحمد بن سيرين ومحمد بن عمرو بن عطاء ومحمد بن المنكدر ومغيث بن أبي مغيث مولى أسماء بنت أبي بكر ونبهان أبو صالح مولى التوءمة ويحيى بن النضر الأنصاري وأبو سعيد الخدري وكبشة بنت كعب بن مالك زوجة ابنه عبد الله.[10]
- مروياته: روى له الجماعة في كتبهم.[10]